# Бил Велд
Вилијам Флојд Велд (енгл. William Floyd Weld; Смитстаун, 31. јула 1945) амерички је адвокат, бизнисмен, аутор и политичар који је служио као 68. гувернер Масачусетса од 1991. до 1997. године. Дипломирао је на Харварду и Оксфорду, а потом је започео каријеру као правни саветник у Одбору за правосуђе Дома Сједињених Држава, пре него што је постао амерички тужилац за округ Масачусетса, а касније и помоћник државног тужиоца Сједињених Држава за кривично одељење. Радио је на низу јавних случајева корупције високог профила, а касније је дао оставку у знак протеста због етичког скандала и повезаних истрага против државног тужиоца Едвина Миса.
Велд је изабран за гувернера Масачусетса 1990 године. На изборима 1994. године, поново је изабран са највећом разликом победе у историји Масачусетса. 1996. године био је републикански кандидат за Сенат Сједињених Држава у Масачусетсу, изгубивши од демократског мандатара Џона Керија . Велд је дао оставку на место гувернера 1997. године, да би се усредсредио на именовање председника Била Клинтона за амбасадора Сједињених Држава у Мексику ; због противљења социјално конзервативног председника одбора за спољне односе Сената Џеси Хелмса, одбијено му је саслушање пред одбором за спољне односе и повукао је своју номинацију. Након пресељења у Њујорк 2000. године, Велд је тражио републиканску номинацију за гувернера Њујорка на изборима 2006. године ; када је Републиканска странка уместо тога подржала Џона Фаса, Велд се повукао из трке.
Велд се укључио у председничку политику каснијих година. 2016, он је напустио Републиканску странку да постане члан Либертаријанске странке и под-кандидат за бившег гувернера Новог Мексика Гери Џонсона. Добили су скоро 4,5 милиона гласова, највећи број за Либертаријанску странку, а најбољи за било коју трећу странку од 1996 године .
Враћајући се у Републиканску странку, Велд је у априлу 2019. најавио да ће изазвати председника Доналда Трампа на републиканским предизборима 2020. године, започињући своју кампању. У фебруару је освојио свог првог и јединог делегата на предизборима у посланичком клубу у Ајови, што га је учинило првим републиканцем од Пат Букјенена 1992. године који је освојио делегата док се кандидовао против актуелног председника. Велд је суспендовао своју кампању 18. марта 2020. године, убрзо након што га је Трампово пребројавање делегата поставило за претпостављеног републиканског кандидата.